# Adriano Cavalcante
Adriano Fernandes Procópio Xavier Cavalcante (Ituiutaba, 6 febbraio 2002) è un pallavolista brasiliano, schiacciatore del BVC.

## Carriera

### Club
La carriera di Adriano Cavalcante inizia nel 2017, quando all'età di quindici, dopo una manifestazione organizzata dalla CBV entra a far parte della formazione giovanile dell'APAV, con la quale diventa professionista quando viene promosso in prima squadra per disputare la Superliga Série B 2020, poi cancellata a causa della pandemia di COVID-19 in Brasile. 
Nella stagione 2020-21 debutta in Superliga Série A con l'Itapetininga, venendo premiato come miglior schiacciatore del campionato, mentre nella stagione seguente si trasferisce al BVC, con il quale vince due edizioni del Campionato Paulista e riceve il premio come miglior schiacciatore del campionato sudamericano per club 2022.

### Nazionale
Fa parte della nazionale brasiliana under 19 che partecipa al campionato mondiale 2019, mentre con l'under 21 partecipa al campionato mondiale 2021; con l'under 23, invece, conquista la medaglia d'oro ai I Giochi panamericani giovanili, venendo anche premiato come MVP, miglior servizio e miglior schiacciatore del torneo.
Nel 2021 debutta in nazionale maggiore al campionato sudamericano, dove conquista la medaglia d'oro, mentre un anno dopo mette al collo il bronzo al campionato mondiale. Nel 2023 conquista l'argento al campionato sudamericano e l'oro ai XIX Giochi panamericani, mentre nel 2025 mette al collo la medaglia di bronzo alla Volleyball Nations League.

## Palmarès

### Club
- Campionato Paulista: 2

2021, 2022

### Nazionale (competizioni minori)
- Giochi panamericani giovanili 2021
- Giochi panamericani 2023

### Premi individuali
- 2021 - Superliga Série A: Miglior schiacciatore
- 2021 - I Giochi panamericani giovanili: MVP
- 2021 - I Giochi panamericani giovanili: Miglior servizio
- 2021 - I Giochi panamericani giovanili: Miglior schiacciatore
- 2022 - Campionato sudamericano per club: Miglior schiacciatore
- 2024 - Superliga Série A: Miglior schiacciatore
- 2025 - Superliga Série A: Miglior schiacciatore